# Vilory
Vilory là một xã ở tỉnh Haute-Saône trong vùng Franche-Comté phía đông Pháp. Xã có diện tích 4,15 kilômét vuông, dân số năm 2006 là 93 người. Khu vực này có độ cao từ 242-395 mét trên mực nước biển.